# Yuki Shimizu
Yuki Shimizu (清水 由紀, Shimizu Yūki), né le 26 octobre 1992 à Tajiri (Osaka), est un catcheur japonais qui travaille à la Dragon Gate sous le nom de Big R Shimizu.

## Carrière

### Dragon Gate (2013-...)

#### Big R Shimizu (2014-2020)
Lors de Final Gate 2014, lui, Masaaki Mochizuki et Dragon Kid battent Jimmyz (Genki Horiguchi H.A.Gee.Mee!!, Jimmy Susumu, et Ryo "Jimmy" Saito) et remportent les Open the Triangle Gate Championship. Le 18 janvier, ils conservent leur titres contre Monster Express (Akira Tozawa, Shingo Takagi et Syachihoko BOY). Le 28 février, ils conservent leur titres contre Mad Blankey (CIMA, Cyber Kong et Naruki Doi).
Le 6 mars 2016, lui et T-Hawk battent VerserK (Naruki Doi et Yamato) et remportent les Open the Twin Gate Championship.
Le 12 octobre, Monster Express est forcé de ce dissoudre après avoir perdu un 5 vs 4 Loser Revival Captains Fall Match contre VerserK.
Le 20 mars, lui, Naruki Doi et Ben-K battent VerserK (Shingo Takagi, T-Hawk et YASSHI) et remportent les vacants Open the Triangle Gate Championship. Le 1er juillet, ils perdent les titres contre VerserK (Shingo Takagi, Takashi Yoshida et El Lindaman). Lors de Dangerous Gate 2017, lui et Kotoka perdent contre Over Generation (CIMA et Dragon Kid) et ne remportent pas les Open the Twin Gate Championship.
Lors de Dead Or Alive 2018, lui  et Ben-K battent ANTIAS (Eita et T-Hawk) et remportent les Open the Twin Gate Championship. Le 22 juillet, ils perdent les titres contre Tribe Vanguard (Yamato et BxB Hulk),.
Le 7 août, durant le match de championnat, il se retourne contre Naruki Doi et rejoint ANTIAS.
Lors de Dangerous Gate, Eita annonce que ANTIAS est renommé et s'appelle dorénavant R.E.D. Plus tard dans le show, lui, Ben-K, Yasushi Kanda, Takashi Yoshida et Kazma Sakamoto battent Natural Vibes (Kzy, Susumu Yokosuka, Genki Horiguchi, "brother" YASSHI et Punch Tominaga) dans un Ten-Man Tag Team Elimination Match. Le 3 octobre, lui, PAC, Ben-K et Takashi Yoshida battent MaxiMuM (Naruki Doi, Masato Yoshino et Jason Lee) et Shingo Takagi. Lors de Final Gate 2018, lui et Ben-K battent Tribe Vanguard (Kagetora et Yamato), Speed Muscle (Masato Yoshino et Naruki Doi) et MexaBlood (Bandido et Flamita)  dans un Four-Way Élimination Tag Team Match pour remporter les vacants Open the Twin Gate Championship pour la deuxième fois,.
Lors de Kobe Pro-Wrestling Festival 2019, lui et Eita battent Tribe Vanguard (Yamato et Kai) dans un Triple Threat Elimination Match qui comprenaient également Kaito Ishida et Naruki Doi et remportent les Open the Twin Gate Championship.

#### King Shimizu (2021-...)
Lors de Kobe Pro-Wrestling Festival 2021 - Tag 1, lui et Susumu Yokosuka battent R.E.D (Kaito Ishida et Kazma Sakamoto) et remportent les Open the Twin Gate Championship. Lors de The Gate Of Destiny 2021, ils conservent leur titres contre KONGOH (Kenoh et Hao).

## Palmarès
- Dragon Gate
  - 6 fois Open the Twin Gate Championship avec T-Hawk (1), Ben-K (2) Eita (1), Susumu Yokosuka (1) et Kzy (1, actuel)
  - 2 fois Open the Triangle Gate Championship avec Masaaki Mochizuki et Dragon Kid (1) et Naruki Doi et Ben-K (1)